# Tatiana De la Tierra
Tatiana de la Tierra (Villavicencio, 14 de mayo de 1961 - Long Beach, 31 de julio de 2012) fue una escritora, poeta y activista colombiana. Fue autora de la primera revista latina internacional lesbiana Esto no tiene nombre.

## Biografía
tatiana de la tierra (escrito en minúsculas)nació en la localidad colombiana de Villavicencio el 14 de mayo de 1961. Emigró a Estados Unidos en 1969 a la edad de ocho años. Su familia se estableció en Homestead, en el estado de Florida.
de la tierra declaró que sabía que se sentía atraída por las mujeres cuando cumplió los 10 u 11 años, pero no salió del armario como lesbiana hasta 1982.
de la tierra asistió a la universidad pública Miami-Dade Community College y recibió su título de grado asociado en 1981. Allí, trabajó como auxiliar de biblioteca. Más tarde asistió a la Universidad de la Florida, donde obtuvo su licenciatura en Psicología en 1984. En la década de 1990, de la tierra comenzó a editar y publicar Esto no tiene nombre , que luego se conoció como Conmoción.

### Esto no tiene nombre
Esto no tiene nombre fue una revista trimestral de temática lésbica que publicó el trabajo de reconocidas escritoras latinas, como Cherríe Moraga, Achy Obejas, Carmelita Tropicana, Laura Aguilar, Marcia Ochoa, Juana María Rodríguez y Luz María Umpierre. Gran parte del trabajo inicial de la tierra fue autoeditado y distribuido a mano, incluso en los Encuentros de Lesbianas Feministas de América Latina y del Caribe.
Esto no tiene nombre comenzó como una revista sin título y de la tierra trató de involucrar a sus lectores en bautizar la publicación.  Su título es un símbolo de rechazo hacia la etiqueta e imagen heteronormativa de las lesbianas latinas. de la tierra publicó un artículo en la revista Aztlán que detallaba la política interna y los conflictos editoriales en torno a la publicación de las ediciones, y los puntos de debate relacionados con las guerras sexuales de la época. El contenido de la revista y el llamado al activismo se inspiraron en el trabajo feminista de Kitchen Table: Women of Color Press y publicaciones como This Bridge Called My Back.

### Carrera posterior
Después de un tiempo, Esto no tiene nombre y Conmoción dejaron de publicarse por falta de fondos.  En 1999, obtuvo su Maestría en Bellas Artes en escritura creativa de la Universidad de Texas en El Paso. de la tierra también obtuvo una Maestría en Biblioteconomía de la Universidad de Buffalo en 2000. Poco después de obtener su segundo título de maestría, comenzó su residencia en la biblioteca Jean Blackwell Hutson como bibliotecaria de pregrado de la Universidad de Buffalo.  Dos años después, fue contratada por esa misma institución como bibliotecaria de alfabetización informacional. Más tarde, se mudó a California, donde se convirtió en directora de Servicios Hispanos en la Biblioteca Pública de Inglewood.

### Fallecimiento
Una enfermedad renal llevó a de la tierra a alejarse de su escritura, dejando un libro de memorias sin terminar. de la tierra falleció el 31 de julio de 2012, tiempo después de que le diagnosticaran un cáncer avanzado. Sus artículos y materiales inéditos fueron donados a la Universidad de California en Los Ángeles.

## Recepción
La obra de la tierra fue muy criticada por los conservadores debido a la naturaleza de sus escritos. de la tierra no se contuvo cuando se trataba de erotismo, con algunos de sus trabajos incluso comparados con la pornografía. No tenía vergüenza de hablar sobre la sexualidad y esto animó a otras a hablar libremente sobre el sexo y el cuerpo humano.
Sandra K. Soto señala que el trabajo de la tierra desafía los puntos de vista heteronormativos de la sociedad. de la tierra se convirtió en activista a través de su trabajo y sintió la necesidad de desafiar los estereotipos que rodeaban el lesbianismo y lo que significa ser una mujer o una mujer de color. También escribió explícitamente sobre la gordura como un tema feminista. Quería que las escuelas incorporaran temas y materiales LGBTQ en sus planes de estudios; más específicamente, esperaba que esto sucediera en todas las clases de composición en inglés desde la escuela primaria hasta la secundaria para prevenir la homofobia y educar a los estudiantes sobre el concepto de identidad.

## Obra seleccionada
- The Hickey (1972)
- Esto no tiene nombre
- Conmoción
- La telaraña
- For the Hard Ones: A Lesbian Phenomenology / Para las duras: Una fenomenología lésbica (2002, Calaca Press)
- Porcupine Love and Other Tales from my Papaya (Chibcha Press, 2005)
- Píntame Una Mujer Peligrosa (Buffalo, NY: Chibcha, 2005)
- tierra 2010: poems, songs & a little blood (Long Beach, California: Chibcha Press, 2010)
- Xía y las mil sirenas (2009, Editorial Patlatonalli) (libro infantil)
- Redonda y Radical: antología poética de tatiana de la tierra (Bogotá, Colombia: Sincronía casa editorial, 2022)